# Nobody’s Perfect (Album)
Nobody's Perfect ist ein Livealbum der britischen Rockband Deep Purple aus dem Jahr 1988. Es wurde während der Tournee der Band zur Unterstützung des Studioalbums The House of Blue Light im Jahr 1987 in Europa und den Vereinigten Staaten aufgenommen.

## Entstehung und Veröffentlichung
Die Erstveröffentlichung von Nobody's Perfect erfolgte am 20. Juni 1988. Das Album erschien in seiner Originalausführung als Doppel-Lp mit 13 Titeln bei Polydor (Katalognummer: 835 898-1). Am 16. Juli 1988 erschien das Album erstmals als CD-Ausführung in Japan, allerdings umfasste diese lediglich elf Titel (Katalognummer: P32P-20182). Am 30. Juli 1999 erschien eine remasterte CD-Ausführung mit dem Bonustitel Dead or Alive (Katalognummer: 546 128-2).

## Hintergrund
Die Titelübergänge sind durch Überblendungen gekennzeichnet. Das Album enthält auch eine neue Live-in-Studio-Version von Hush, um das 20-jährige Jubiläum zu feiern. Black Night wurde ebenfalls neu aufgenommen, aber nie veröffentlicht. Hard Lovin’ Woman enthält Teile von Under the Gun während Blackmores Gitarrensolo. Strange Kind of Woman enthält den Superstar-Refrain aus Jesus Christ Superstar. Woman from Tokyo wechselt auf halber Strecke zu Everyday von Buddy Holly. Das Album repräsentiert die damalige Setlist von Deep Purple, die zum großen Teil aus dem typischen Made-in-Japan-Set bestand, kombiniert mit neuerem Material vom 1984er Wiedervereinigungs-Album Perfect Strangers und The House of Blue Light. Songs wie The Unwritten Law und Difficult to Cure (das ein erweitertes Riff aus Beethovens Neunter Symphonie, 4. Satz enthielt) wurden jeden Abend auf der Tour gespielt, waren aber nicht auf diesem Album enthalten. An manchen Abenden spielte die Band auch Call of the Wild oder Mad Dog.

## Titelliste

### CD 1
| Nr. | Titel | Länge |
| --- | --- | ----- |
| 1.  | Highway Star, aufgenommen im Irvine Meadows Amphitheater, Kalifornien am 23. Mai 1987                                  | 6:10  |
| 2.  | Strange Kind of Woman, aufgenommen im Irvine Meadows Amphitheater, Kalifornien am 23. Mai 1987                         | 7:34  |
| 3.  | Dead or Alive (Blackmore, Gillan, Glover), aufgenommen in Mailand, Italien am 1. September 1987                        | 7:05  |
| 4.  | Perfect Strangers (Blackmore, Gillan, Glover), aufgenommen im Irvine Meadows Amphitheater, Kalifornien am 23. Mai 1987 | 6:25  |
| 5.  | Hard Lovin' Woman (Blackmore, Gillan, Glover), aufgenommen in Oslo, Norwegen am 22. August 1987                        | 5:03  |
| 6.  | Bad Attitude (Blackmore, Gillan, Glover, Lord), aufgenommen in Phoenix am 30. Mai 1987                                 | 5:30  |
| 7.  | Knocking at Your Back Door (Blackmore, Gillan, Glover), aufgenommen in Phoenix am 30. Mai 1987                         | 11:24 |

### CD 2
| Nr. | Titel                                                                                                  | Länge |
| --- | --- | ----- |
| 1.  | Child in Time, aufgenommen in Phoenix am 30. Mai 1987 und Oslo, Norwegen am 22. August 1987            | 10:36 |
| 2.  | Lazy, aufgenommen in Phoenix am 30. Mai 1987                                                           | 5:10  |
| 3.  | Space Truckin, aufgenommen in Oslo, Norwegen am 22. August 1987                                        | 6:03  |
| 4.  | Black Night, aufgenommen in Verona, Italien am 6. September 1987 und Oslo, Norwegen am 22. August 1987 | 6:06  |
| 5.  | Woman from Tokyo, aufgenommen im Irvine Meadows Amphitheater, Kalifornien on 23 May 1987               | 4:00  |
| 6.  | Smoke on the Water, aufgenommen in Oslo, Norwegen am 22. August 1987                                   | 7:46  |
| 7.  | Hush (Joe South), aufgenommen beim Live Jam in den Hook End Recording Studios am 26. Februar 1988      | 3:32  |

## Chartplatzierungen
| ChartsChartplatzierungen       | Höchstplatzierung | Wochen/ Monate |
| ------------------------------ | ----------------- | -------------- |
| Deutschland (GfK)              | 13 (14 Wo.)       | 14 Wo.         |
| Österreich (Ö3)                | 16 (0,5 Mt.)      | 0,5 Mt.        |
| Schweiz (IFPI)                 | 16 (5 Wo.)        | 5 Wo.          |
| Vereinigtes Königreich (OCC)   | 38 (76 Wo.)       | 76 Wo.         |
| Vereinigte Staaten (Billboard) | 105 (9 Wo.)       | 9 Wo.          |